# Seydlitzpolder
De Seydlitzpolder is een polder ten oosten van Philippine, behorende tot de Polders in de vaarwegen naar Axel en Gent, in de Nederlandse provincie Zeeland. 
De polder ontstond door een indijking in 1856 van schorren aan de zuidzijde van het Axelse Gat. Deze werd uitgevoerd door de Compagnie Blémont. De polder beslaat 107 ha en is vernoemd naar Willem Seydlitz, notaris en wethouder te Hulst, burgemeester van Graauw en Langendam en landeigenaar.